# Gabriel Núñez
Pour les articles homonymes, voir Núñez.
Gabriel Núñez Aguirre, né le 6 février 1942 au Mexique, est un joueur de football international mexicain, qui évoluait au poste de défenseur.

## Biographie

### Carrière en club
Avec le club de Zacatepec, il atteint la finale de la Coupe du Mexique en 1971, en étant battu par le CSD León.

### Carrière en sélection
Avec l'équipe du Mexique, il joue 36 matchs, sans inscrire de but, entre 1965 et 1970. 
Il figure dans le groupe des sélectionnés lors de la Coupe du monde de 1966. Lors du mondial organisé en Angleterre, il joue trois matchs : contre la France, l'Angleterre, et enfin l'Uruguay.

## Palmarès
Avec le CD Zacatepec, il est finaliste de la Coupe du Mexique en 1971.